# 奈良県道30号御所香芝線
奈良県道30号御所香芝線（ならけんどう30ごう ごせかしばせん）は、奈良県御所市から香芝市に至る主要地方道（奈良県道）である。

## 概要
奈良県御所市東佐味を起点とし、香芝市穴虫に至る。
葛城山系の東麓に沿っていることから山麓線（さんろくせん）と呼ばれ、奈良県道261号西佐味中之線と併せて国道24号のバイパス的な役割を担っている。

### 路線データ
- 起点 : 御所市東佐味（東佐味交差点、国道24号交点）
- 終点 : 香芝市穴虫（穴虫交差点、国道165号交点）

## 歴史
- 1971年（昭和46年）6月26日 - 建設省（現・国土交通省）が主要地方道に指定[1]。
- 1972年（昭和47年）5月19日 - 奈良県道30号御所香芝線となる。
- 1993年（平成5年）5月11日 - 建設省から、主要県道御所香芝線が御所香芝線として主要地方道に指定される[2]。

## 路線状況

### 重複区間
- 国道165号大和高田バイパス（葛城市當麻 - 香芝市穴虫）

### 道路施設
- 道の駅かつらぎ（南阪奈道路 かつらぎインターチェンジ付近）
- 道の駅ふたかみパーク當麻（国道165号重複区間）

## 地理

### 通過する自治体
- 御所市
- 葛城市
- 香芝市

### 交差する道路
※旧道部分は除く。
| 交差する道路                                            | 交差する場所 | 交差する場所 | 交差する場所 | 交差する場所     | 備考                                                   |
| ------------------------------------------------------- | ------------ | ------------ | ------------ | ---------------- | ------------------------------------------------------ |
| 国道24号                                                | 奈良県       | 御所市       | 御所市       | 東佐味           |                                                        |
| 奈良県道261号西佐味中之線                               | 奈良県       | 御所市       | 御所市       | 大西橋西詰       |                                                        |
| 国道309号                                               | 奈良県       | 御所市       | 御所市       | 名柄             |                                                        |
| 奈良県道213号櫛羅御所線                                 | 奈良県       | 御所市       | 御所市       | 櫛羅             |                                                        |
| 奈良県道254号寺口北花内線                               | 奈良県       | 葛城市       | 葛城市       | 葛城山麓公園入口 |                                                        |
| 奈良県道254号寺口北花内線                               | 奈良県       | 葛城市       | 葛城市       | 中戸             |                                                        |
| E91 南阪奈道路葛城IC 国道166号                          | 奈良県       | 葛城市       | 葛城市       | 太田南           |                                                        |
| 国道166号                                               | 奈良県       | 葛城市       | 葛城市       | 竹内             |                                                        |
| 国道165号〈E91 大和高田バイパス〉 奈良県道160号当麻寺線 | 奈良県       | 葛城市       | 葛城市       | 當麻寺           | ※ここから香芝市穴虫まで国道165号大和高田バイパスと重複 |
| 国道165号 奈良県道703号香芝太子線                       | 奈良県       | 香芝市       | 香芝市       | 穴虫             |                                                        |

※ 交差する場所の括弧書きは地名、それ以外は交差点名で表示

### 沿線にある施設など
- 葛城市相撲館
- 當麻寺
- 二上山
- 大和葛城山
- 金剛山